# Philipp Viktor Gumposch
Philipp Viktor Gumposch (auch Philipp Victor Gumposch oder Viktor Philipp Gumposch; * 1817 in Boos, Kurfürstentum Bayern; † 1. Januar 1853 in München, Königreich Bayern) war ein deutscher Literaturhistoriker.

## Leben
Gumposch studierte an der Universität München und löste in dieser Zeit die akademische Preisfrage Ueber das Organon des Aristoteles. Seine Promotion erfolgte 1838. Er war von 1842 bis 1843 als Professor an der Kantonsschule Chur in der Schweiz tätig.
Gumposch kehrte als Privatgelehrter nach München zurück. Er übersetzte unter anderem mehrere Schriften von Robert Bellarmin ins Deutsche, darunter die Disputationes de controversiis in 12 Heften, und veröffentlichte eine Reihe eigener Schriften. Außerdem arbeitete er an der Königlichen Hof- und Staatsbibliothek zu München. Er starb im Alter von 35 Jahren.

## Werke (Auswahl)
- Über die Grenzen aristotelischer Logik, Wolff, München 1838 (zugleich Dissertation).
- Briefe über religiöse Duldung , Kollmann, Augsburg 1847.
- Das Geschwornengericht in Bayern: Handbuch für Richter, Anwälte und Geschworne, Beck, Nördlingen 1848.
- Die Seele und ihre Zukunft, Scheitlin und Zollikofer, St. Gallen 1849.
- Geschichte der Philosophie, Seidel, Sulzbach 1850.
- Die philosophische Literatur der Deutschen von 1400 bis auf unsere Tage, Manz, Regensburg 1851.